# ملكة جمال العالم 1971
ملكة جمال العالم 1971 هي النسخة الواحدة والعشرين من مسابقة ملكة جمال العالم، عقدت في 10 نوفمبر 1971 في قاعة ألبرت الملكية في لندن ، المملكة المتحدة. تنافست 56 متسابقة على مسابقة ملكة جمال العالم، في نهاية الحدث توجت ليسيا بيتريل من البرازيل بلقب ملكة جمال العالم عام 1971. تم تتوجها ملكة جمال العالم 1970 ، جنيفر هوستن من غرينادا.

## النتائج

### المراكز النهائية

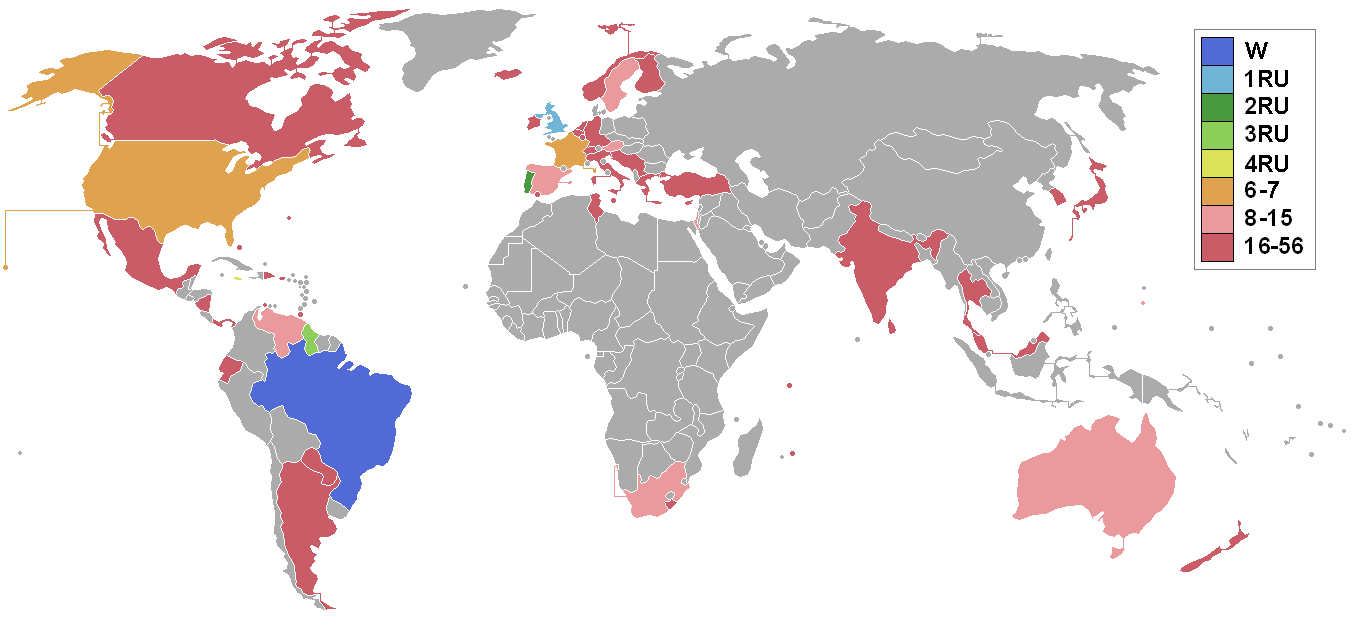
البلدان والأقاليم التي أرسلت مندوبين ونتائج لملكة جمال العالم 1971

| النتائج النهائية      | المتنافسة |
| --------------------- | --- |
| ملكة جمال العالم 1971 | - البرازيل - لوسيا بيترل |
| الوصيفة الأولى        | - المملكة المتحدة - مارلين آن وارد |
| الوصيفة الثانية       | - البرتغال - آنا باولا دي ألميدا |
| الوصيفة الثالثة       | - غويانا - ناليني مونسار |
| الوصيفة الرابعة       | - جامايكا - افا جوي جيل |
| الوصيفة الخامسة       | - الولايات المتحدة - كارين بروسين سميث |
| الوصيفة السادسة       | - فرنسا - ميريام ستوكو |
| أفضل 15               | - أستراليا - فاليري روبرتس - النمسا - والترود لوكاس - غوام - ديبورا بوردالو نيلسون - إسرائيل - ميري بن دافيد - جنوب أفريقيا - مونيكا فيرال - إسبانيا - ماريا جارسيا - السويد - سيمونيتا كول - فنزويلا - آنا ماريا بادرون |

## المتسابقات
- الأرجنتين - أليسيا بياتريس دانيري
- أروبا - ماريا إليزابيث بروين
- أستراليا - فاليري روبرتس
- النمسا - والترود لوكاس
- البهاما - فرانسيس كلاركسون
- بلجيكا - مارتين دي هيرت
- برمودا - رينيه فوربيرت
- البرازيل - لوسيا بيترل
- كندا - لانا درويار
- سيلان - غيل أبيسينغي
- قبرص - كيرياكي كورسومبا
- جمهورية الدومينيكان - هايدي كوريه
- الإكوادور - ماريا سيسيليا غوميز
- فنلندا - ميرجا هالمي
- فرنسا - ميريام ستوكو
- ألمانيا - إيرين نيومان
- جبل طارق - ليزيت شيبولينا
- اليونان - ماريا مالتزو
- غوام - ديبوراه بوردالو نيلسون
- غيانا - ناليني مونسار
- هولندا - مونيكا ستروتمان
- أيسلندا - فاني بيارنادوتير
- الهند - بريما نارايان
- أيرلندا - جون جلوفر
- إسرائيل - ميري بن دافيد
- إيطاليا - ماريا بينوني
- جامايكا - افا جوي جيل
- اليابان - إميكو إيكيدا
- كوريا - لي يونغ إيون
- لوكسمبورغ - مارييت ويركس
- ماليزيا - دافني مونرو
- مالطا - دوريس عبد الله
- موريشيوس - ماري آن نغ سيك كوونغ
- المكسيك - لوسيا أريلانو
- نيوزيلندا - ليندا ريتشي
- نيكاراغوا - ثريا هيريرا
- النرويج - كيت ستارفيك
- بنما - ماريا دي لورديس ريفيرا
- باراغواي - روزا ماريا دوارتي
- الفلبين - اونيليا ايسون خوسيه
- البرتغال - آنا باولا دي ألميدا
- بورتوريكو - راكيل كوينتانا
- سيشل - ناديا موريل دو بويل
- جنوب أفريقيا - مونيكا فيرال
- إفريقيا الجنوبية - جيلي ريان
- إسبانيا - ماريا غارسيا
- السويد - سيمونيتا كول
- سويسرا - باتريس سولنر
- تايلند - بونيونج ثونجبون
- ترينيداد وتوباغو - ماريا جوردان
- تونس - سعاد كنيري
- تركيا - نيل مينمنسي أوغلو
- المملكة المتحدة - مارلين آن وارد
- الولايات المتحدة - بروسين سميث
- فنزويلا - آنا ماريا بادرون إيباروندو
- يوغوسلافيا - زلاتا بيتكوفيتش

## الروابط الخارجية
- موقع ملكة جمال العالم الرسمي